# Unkei

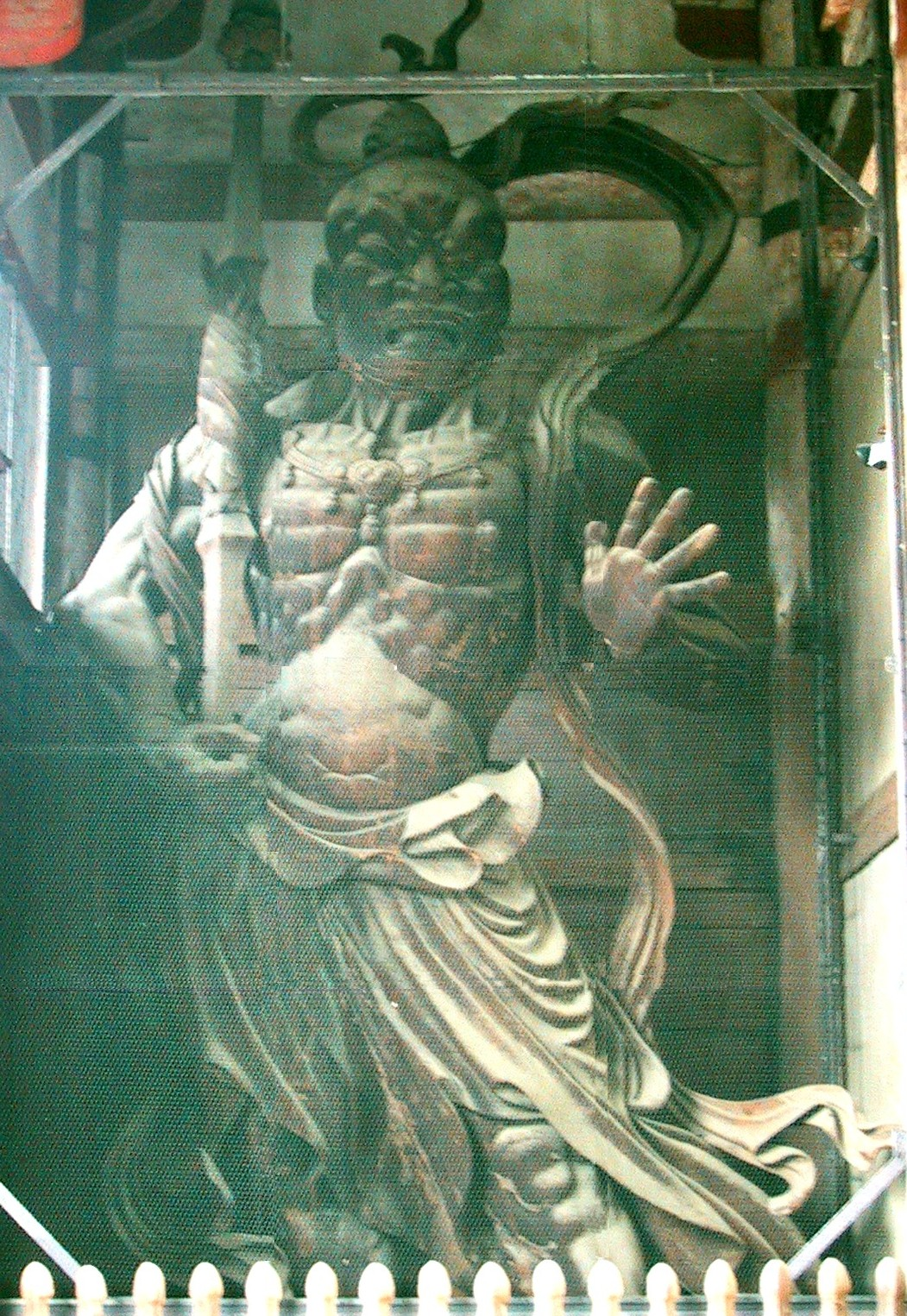
Agyō, en av de två Niōväktarna framför templet Tōdai-ji i Nara skapades av Unkei.

Unkei, 運慶, född 1151, död 1223, var en japansk skulptör av Keiskolan, vilken frodades under Kamakuraperioden.
Unkei specialiserade sig på statyer av Buddha och andra viktiga buddhistfigurer. Hans tidiga arbeten är ganska traditionella, liknande i stil som hans far, Kōkei. Skulpturerna han producerade för Tōdai-ji i Nara visar emellertid en känsla för realism olikt någonting Japan hade sett förut. Idag är Unkei den mest kända av Keikonstnärena och många konsthistoriker anser honom som den viktigaste av dessa.
Unkeis söner, framför allt Tankei (1173–ca 1255), fullföljde familjetraditionen med bl.a. starkt expressiva skulpturer av gamla utmärglade människor. 

## Eftermäle
Nedslagskratern Unkei på planeten Merkurius är uppkallad efter honom.